# 21 tháng 4
Ngày 21 tháng 4 là ngày thứ 111 trong mỗi năm thường (ngày thứ 112 trong mỗi năm nhuận) trong lịch Gregory. Còn 254 ngày nữa trong năm.

## Sự kiện
- 753 TCN – Romulus lập thành phố La Mã (theo truyện cổ).
- 1153 – Hoàng đế Kim là Hoàn Nhan Lượng ra chiếu thiên đô từ Thượng Kinh đến Yên Kinh, và đổi tên Yên Kinh là Trung Đô. Bắc Kinh lần đầu trở thành thủ đô của một triều đại lớn.
- 1509 – Henry VIII trở thành quốc vương của Anh và chúa của Ireland.
- 1782 – Phật vương Yodfa Chulaloke cho dựng cột trụ thành tại thủ đô bên bờ đông sông Chao Phraya, nay được cho là mốc thành lập Bangkok.
- 1863 – Lễ Ridvan: Bahá'u'lláh đến ngôi vườn Ridvan tại Baghdad, và đưa ra tuyên bố chính mình là sứ giả của Thượng đế.
- 1898 – Chiến tranh Tây Ban Nha-Mỹ: Quốc hội Mỹ, hôm 25 tháng 4, nhận là Hoa Kỳ đã tuyên bố chiến tranh với Tây Ban Nha từ ngày này.
- 1918 – Chiến tranh thế giới thứ nhất: Phi công Đức Manfred von Richthofen thiệt mạng khi máy bay của ông bị bắn hạ trên không phận Vaux-sur-Somme, Pháp.
- 1945 – Thế chiến II: Quân đội Xô viết ở Zossen, phía nam Berlin, tấn công vào chỉ huy sở của bộ tư lệnh tối cao Đức.
- 1960 – Brasília, thủ đô của Brasil, được tấn phong chính thức.
- 1963 – Tòa Công lý Quốc tế, cơ quan quản trị tối cao của tôn giáo Bahá'í, được thành lập.[1]
- 1967 – Vài ngày trước cuộc tổng tuyển cử ở Hy Lạp, Đại tá George Papadopoulos thực hiện một cuộc đảo chính, thành lập chế độ quân đội tồn tại đến 7 năm sau.
- 1968 – Liên minh các Lực lượng Dân tộc, Dân chủ và Hòa bình Việt Nam thành lập, do Luật sư Trịnh Đình Thảo làm Chủ tịch.
- 1970 – Tỉnh Sông Hutt "rút ra khỏi" Liên bang Úc.
- 1975 – Chiến tranh Việt Nam: Tổng thống Việt Nam Cộng hoà, Nguyễn Văn Thiệu từ chức trao quyền lại cho phó tổng thống Trần Văn Hương cùng khi Xuân Lộc, tiền đồn cuối cùng của Việt Nam Cộng hoà có thể ngăn chặn cuộc tấn công trực tiếp của lực lượng cộng sản vào Sài Gòn bị thất thủ.
- 1989 – Biểu tình phản đối ở quảng trường Thiên An Môn (1989): Ở Bắc Kinh, khoảng 100.000 học sinh tập hợp ở quảng trường Thiên An Môn để tưởng niệm Hồ Diệu Bang, người đã chết vì lãnh đạo cải cách ở Trung Quốc.
- 1994 – Alexander Wolszczan thông báo là ông tìm thấy hành tinh ngoài hệ mặt trời lần đầu tiên.
- 1996 – Tổng thống Cộng hòa Chechnya Ichkeria Dzhokhar Dudayev bị quân đội Nga hạ sát.

## Sinh
- 1729 – Nữ hoàng Catherine II Nga (m. 1796)
- 1819 – Nguyễn Phúc Nhu Thuận, phong hiệu Phong Hòa Công chúa, công chúa con vua Minh Mạng (m. 1840)
- 1926 – Nữ hoàng Elizabeth II Vương quốc Anh (m. 2022)
- 1816 – Charlotte Brontë, nữ tiểu thuyết gia người Anh (m. 1855)
- 1935 – Charles Grodin, diễn viên người Mỹ (m.2021)
- 1992 – Isco, cầu thủ bóng đá người Tây Ban Nha

## Mất
- 1073 – Giáo hoàng Alexander II
- 1320 – Trần Anh Tông, vua thứ tư của nhà Trần (s. 1276).
- 1902 – Nguyễn Phúc Trinh Nhu, phong hiệu Mỹ Trạch Công chúa, công chúa con vua Minh Mạng (s. 1840)
- 1910 – Mark Twain, tác giả, nhà văn hài hước người Mỹ (s. 1835)
- 1973 – Anh Thy, nhạc sĩ người Việt Nam (s. 1943)
- 2008 – Dư Quốc Đống, Trung tướng Quân lực Việt Nam Cộng hòa
- 2016 – Prince, nghệ sĩ người Mỹ (s. 1958)
- 2025 – Giáo hoàng Francis (s. 1936)

## Ngày lễ và ngày kỷ niệm
- Việt Nam: Ngày Sách và Văn hóa đọc Việt Nam (từ năm 2021)
- Tôn giáo Bahá'í: Ngày đầu tiên trong tổ chức Lễ Ridván
- Hoa Kỳ: Ngày người quản lý